# Phil English

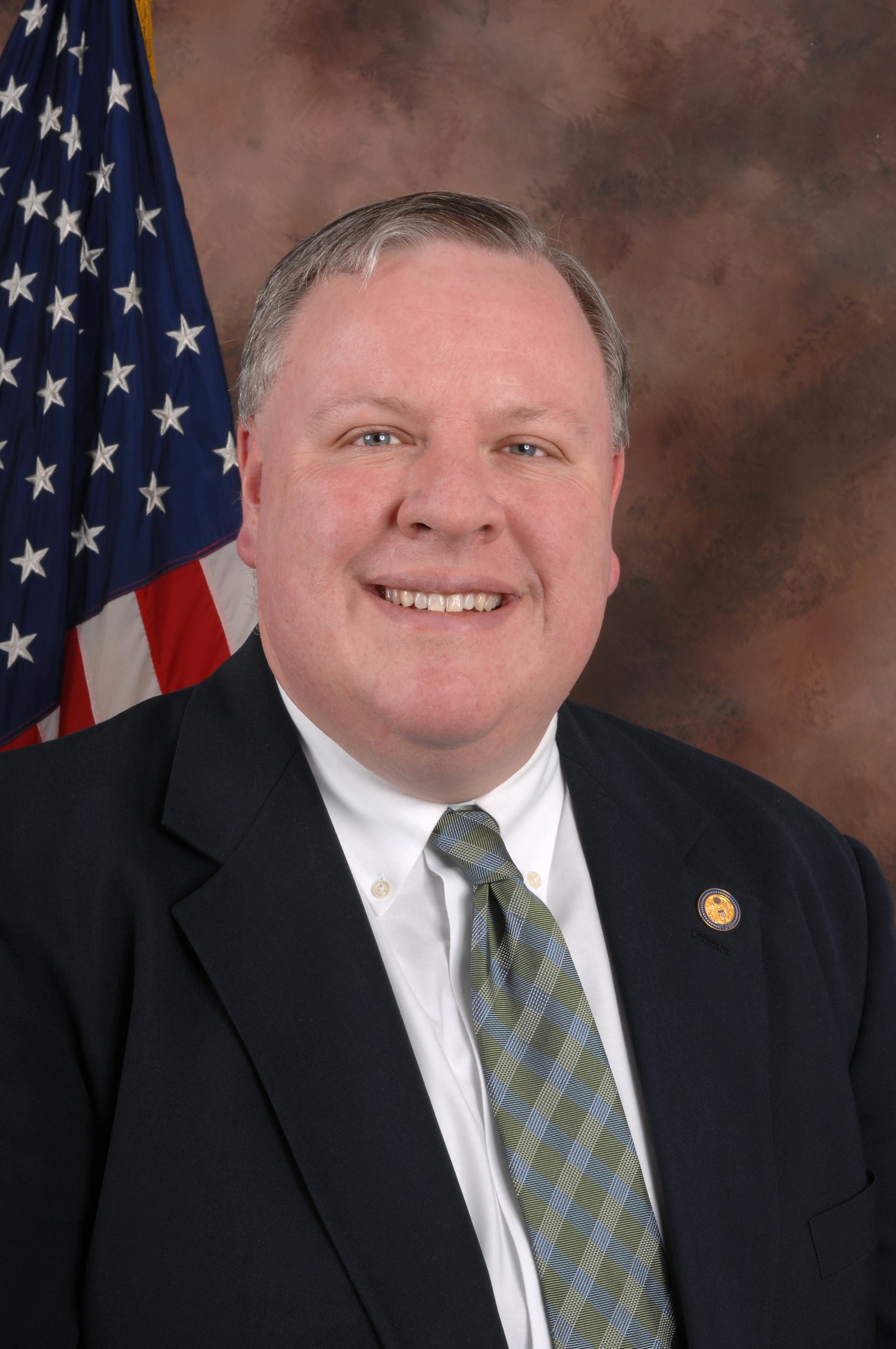
Phil English

Philip Sheridan „Phil“ English (* 20. Juni 1956 in Erie, Pennsylvania) ist ein US-amerikanischer Politiker. Zwischen 1995 und 2009 vertrat er den Bundesstaat Pennsylvania im US-Repräsentantenhaus.

## Werdegang
Phil English studierte bis 1978 an der University of Pennsylvania in Philadelphia. Danach arbeitete er als Committee Staff Aide bei der Verwaltung des Senats von Pennsylvania. Zwischen 1985 und 1988 fungierte er als Controller im Erie County. Von 1990 bis 1994 war er Leiter des Stabs der damaligen Staatssenatorin Melissa Hart, die später ebenfalls Kongressabgeordnete werden sollte. Politisch war er Mitglied der Republikanischen Partei. In den Jahren 1984, 2000 und 2004 nahm er als Delegierter an den jeweiligen Republican National Conventions teil, auf denen Ronald Reagan bzw. George W. Bush als Präsidentschaftskandidaten nominiert wurden.
Bei den Kongresswahlen des Jahres 1994 wurde English im 21. Wahlbezirk von Pennsylvania in das US-Repräsentantenhaus in Washington, D.C. gewählt, wo er am 3. Januar 1995 die Nachfolge von Tom Ridge antrat. Nach sechs Wiederwahlen konnte er bis zum 3. Januar 2009 sieben Legislaturperioden im Kongress absolvieren. Seit 2003 vertrat er dort den dritten Distrikt seines Staates. In diese Zeit fielen die Terroranschläge am 11. September 2001, der Irakkrieg und der Militäreinsatz in Afghanistan.
Im Jahr 2008 wurde Phil English nicht wiedergewählt.